# Лободівщина
Лободі́вщина — село в Україні, у Лебединській міській громаді Сумського району Сумської області. Населення становить 38 осіб.  До 2020 орган місцевого самоврядування — Ворожбянська сільська рада.

## Географія
Село Лободівщина знаходиться на одному з витоків річки Ворожба. На відстані до 1,5 км розташовані села Лифине і Ворожба. Село оточене лісовим масивом (дуб, береза).

## Історія
За даними на 1864 рік у власницькому селі Лебединського повіту Харківської губернії, мешкало 5 осіб (2 чоловічої статі та 3 — жіночої), налічувалось 1 дворове господарство.
12 червня 2020 року, відповідно до Розпорядження Кабінету Міністрів України № 723-р «Про визначення адміністративних центрів та затвердження територій територіальних громад Сумської області», увійшло до складу Лебединської міської територіальної громади.
19 липня 2020 року, після ліквідації Лебединського району, село увійшло до Сумського району.